# Medardas Grigaliūnas
Medardas Grigaliūnas (* 18. August 1925 in Kuodžiai, Wolost Velžys, jetzt Rajongemeinde Panevėžys, Bezirk Panevėžys; † 9. Februar 2014 in Vilnius) war ein litauischer Agronom und Politiker.

## Leben
Grigaliūnas lernte in der Grundschule Kabeliai. 1950 absolvierte er das Technikum in Joniškėlis. Von 1950 bis 1952 arbeitete Grigaliūnas im Bezirk Šiauliai. Von 1954 bis 1956 war er Mitarbeiter im ZK der Lietuvos komunistų partija. Von 1959 bis 1961 leitete er den Kepaliai-Kolchos in der Rajongemeinde Joniškis.  1962 absolvierte Grigaliūnas das Diplomstudium an der Lietuvos žemės ūkio akademija in Kaunas.
Von 1962 bis 1963 war Grigaliūnas erster Stellvertreter des Minister für Agrarproduktion und Vorbereitungen. Ab  1963 war er Abgeordneter im Obersten Sowjet der Litauischen Sozialistischen Sowjetrepublik. Von 1963 bis 1965 arbeitete Grigaliūnas als erster Stellvertreter des Ministerpräsidenten und als Minister für Agrarproduktion und Vorbereitungen. Von 1965 bis 1985 war er Agrarminister. 
Sein Grab befindet sich im Friedhof Antakalnis, Vilnius.